# Chisaria
Chisaria (bułg. Хисаря) – miasto w Bułgarii, w obwodzie Płowdiw; siedziba administracyjna gminy Chisaria. Według danych Narodowego Instytutu Statystycznego w Bułgarii z 31 grudnia 2011 miasto liczyło 7066 mieszkańców.

## Położenie
Chisaria leży w centralnej części kraju. Klimat jest kontynentalny z łagodnymi zimami i gorącymi latami. W mieście znajduje się sanatorium, które korzysta z lokalnych walorów przyrodniczych oraz okolicznych 22 źródeł termicznych posiadających właściwości lecznicze. W mieście znajdują się liczne parki, łącznie obejmujące około 100 hektarów.

## Historia
Miasto nosiło w przeszłości nazwy Augusta, Diocletianopolis, Aleksiopolis i Toplica.

## Instytucje publiczne
- dom kultury Iwana Wazowa,
- muzeum archeologiczne.

## Znane osoby
- Todor Markow – generał, bohater narodowy.

## Galeria

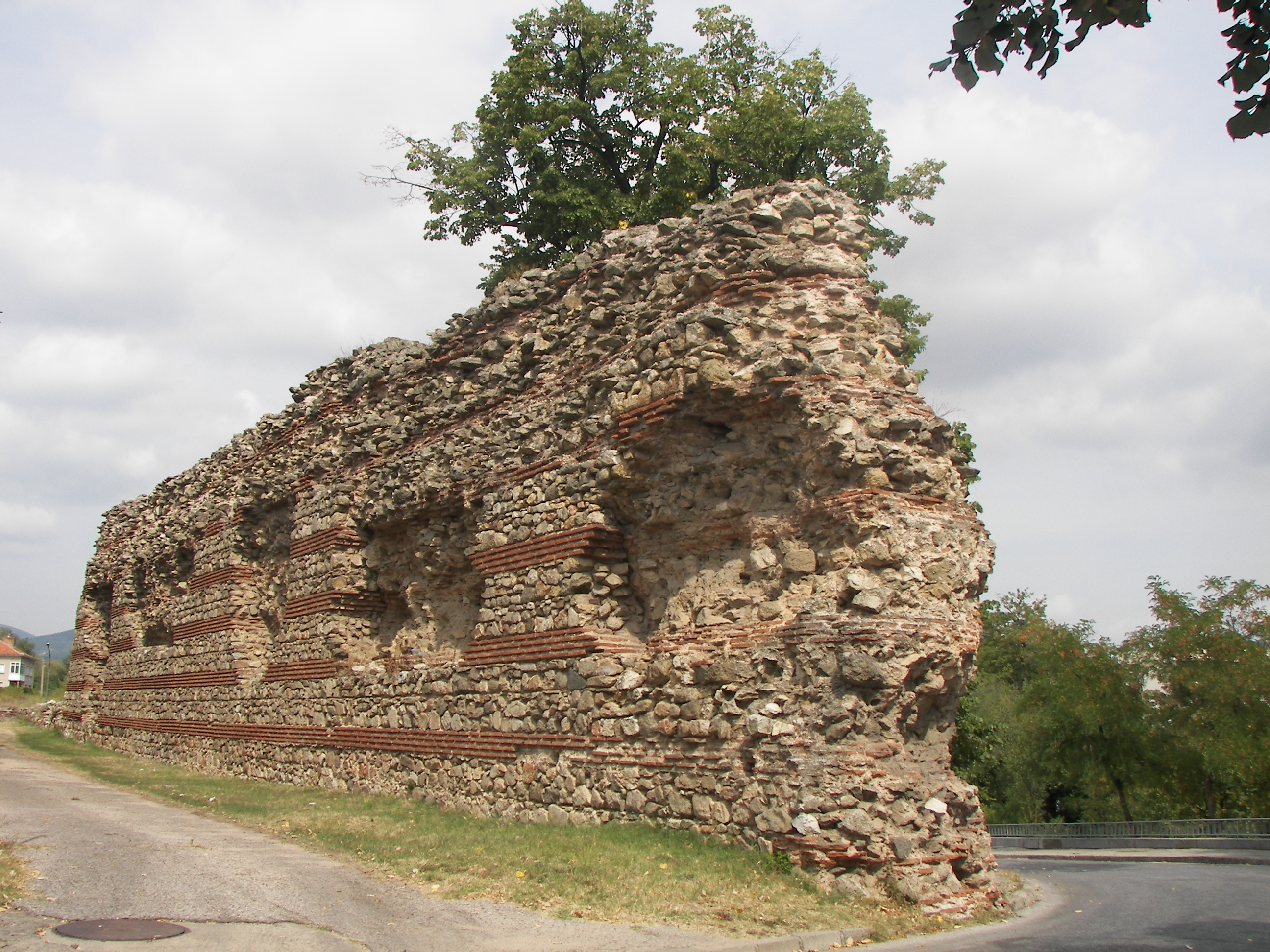
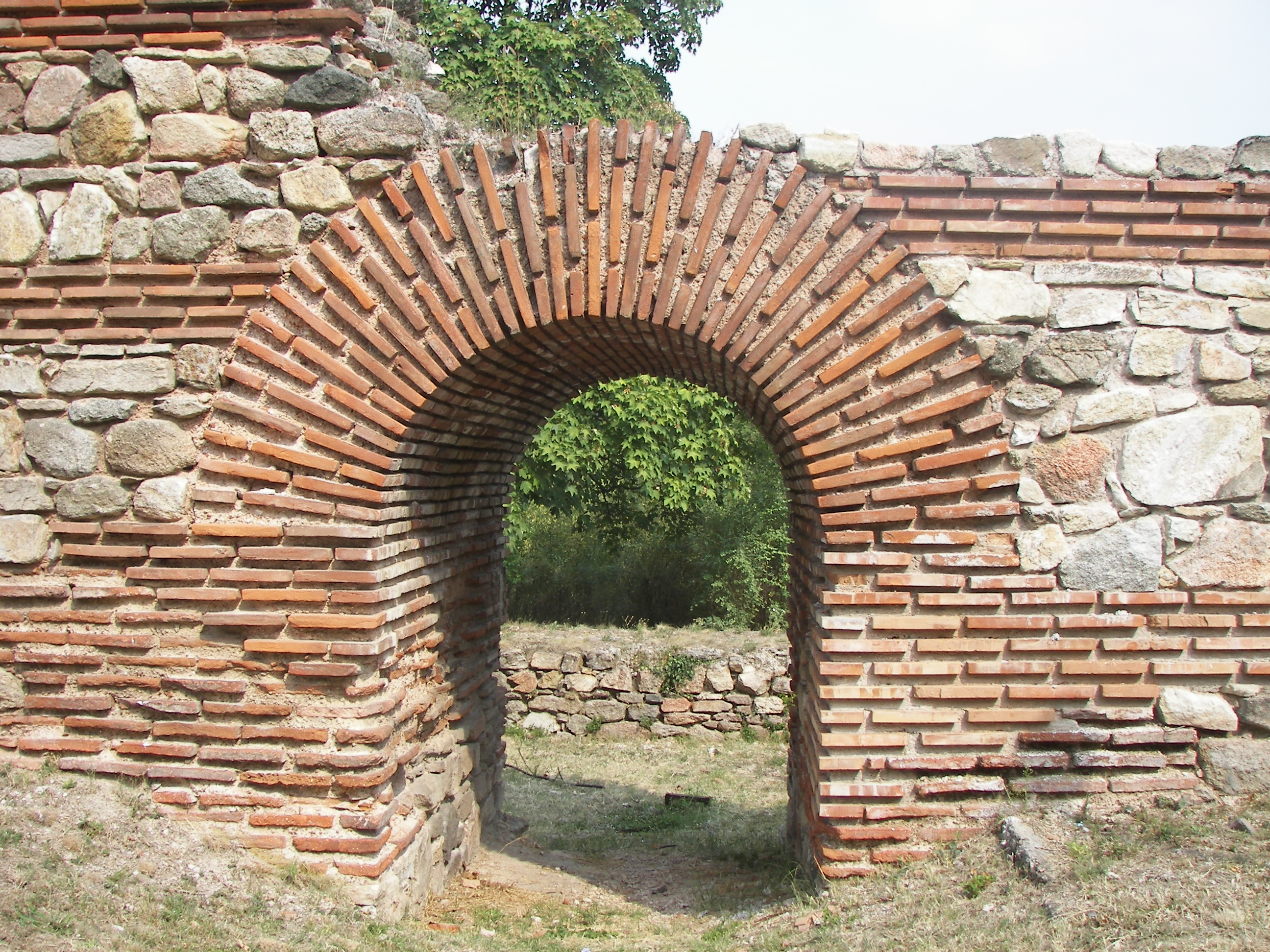
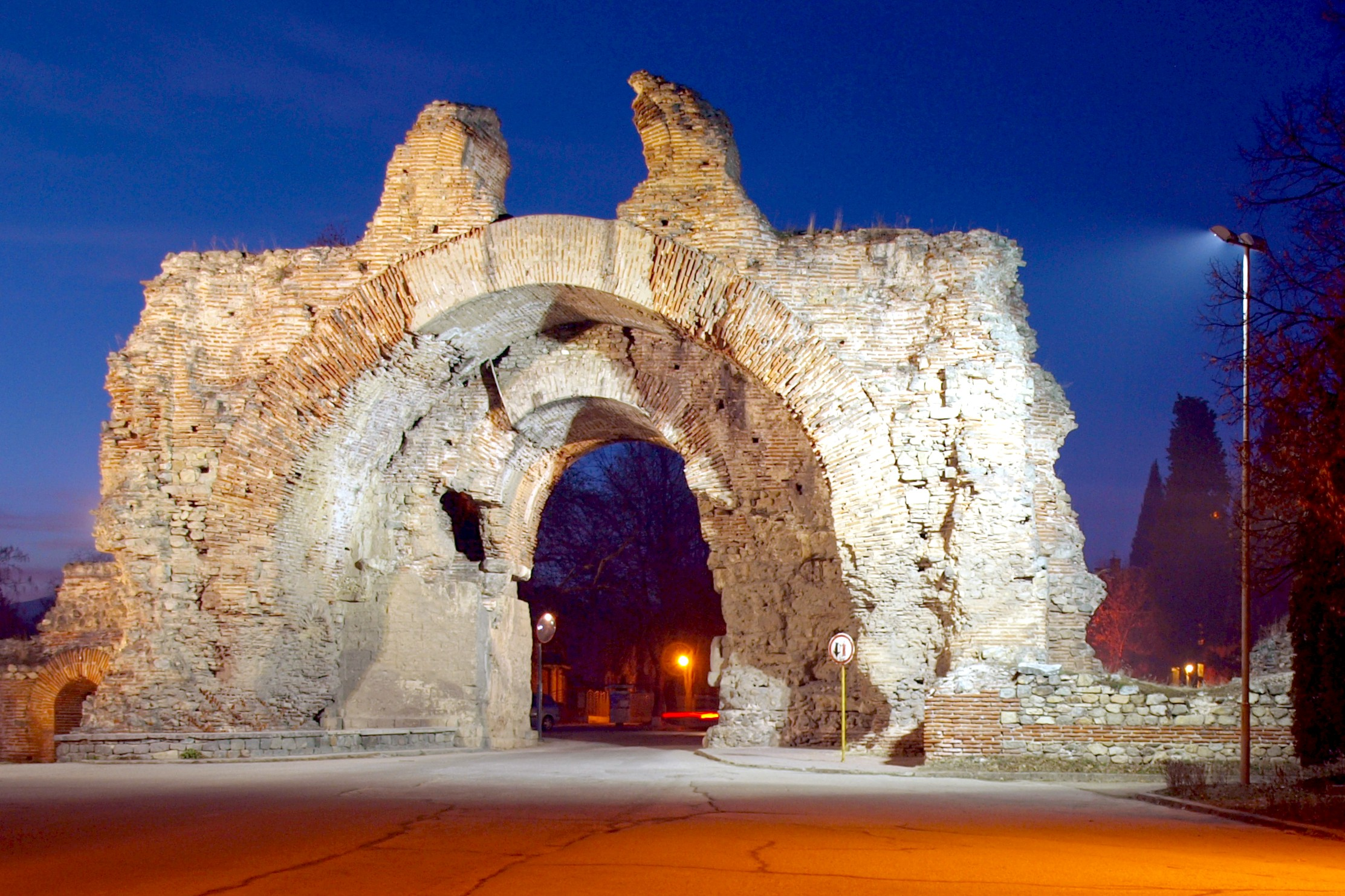
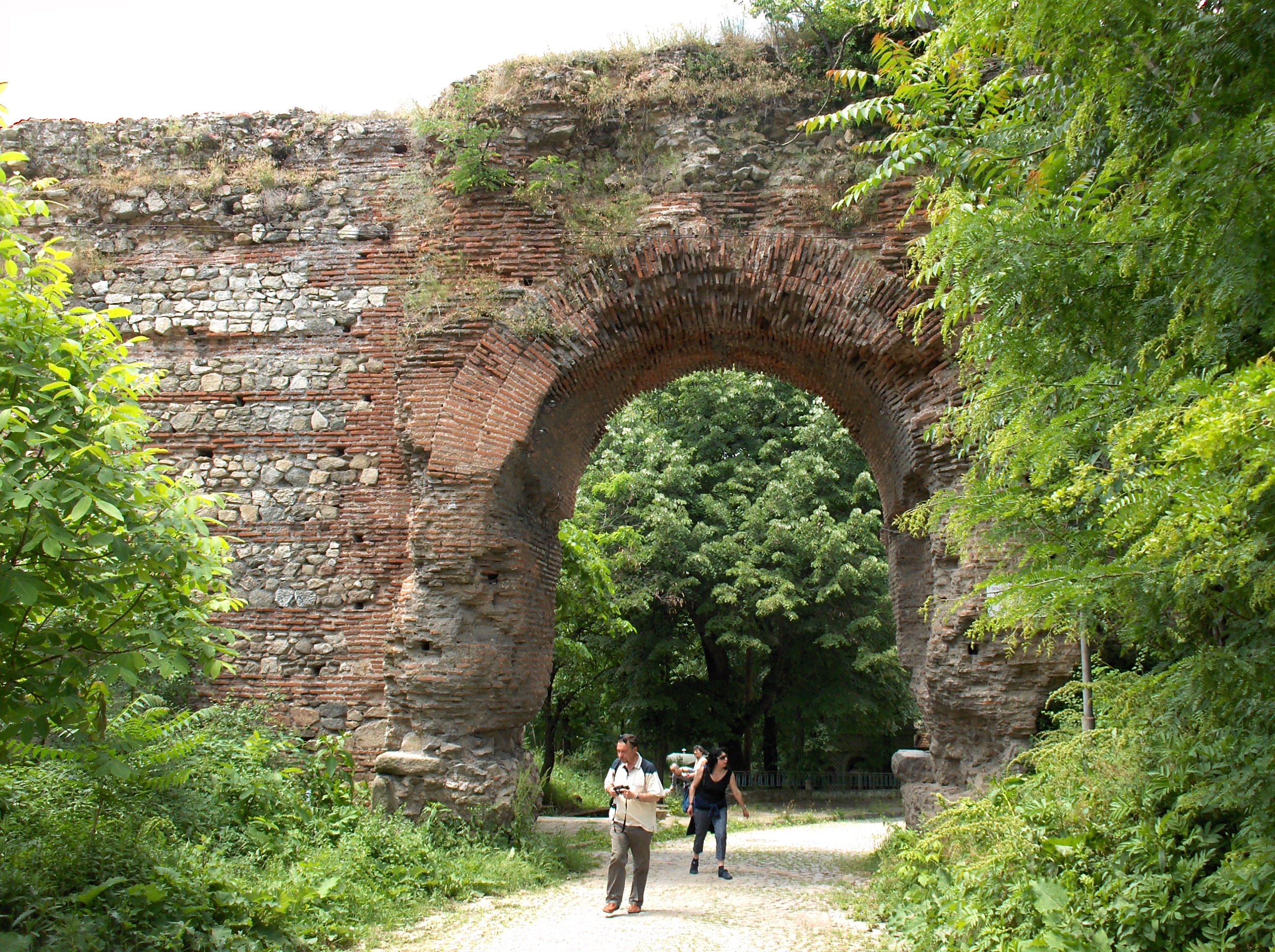
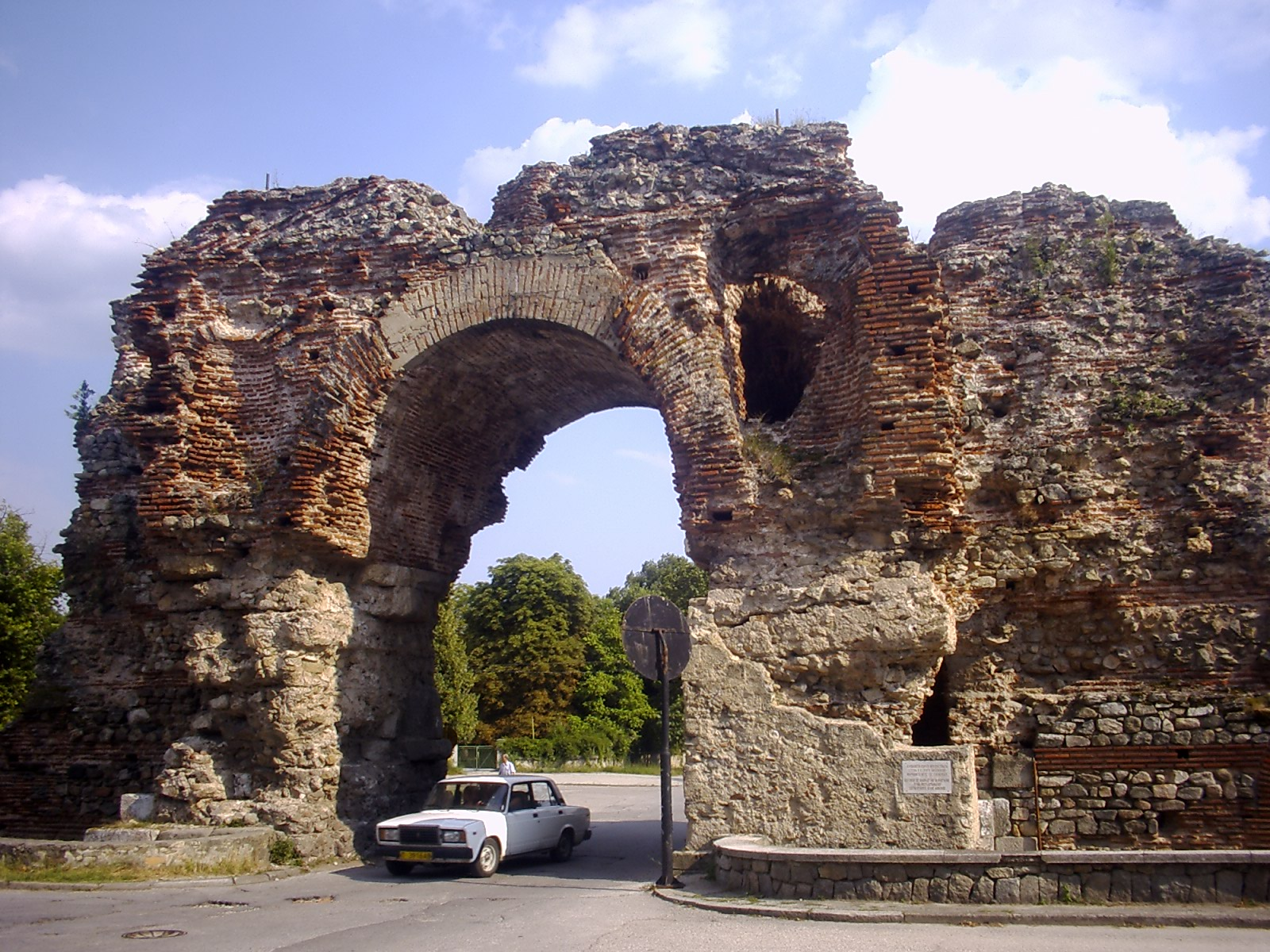
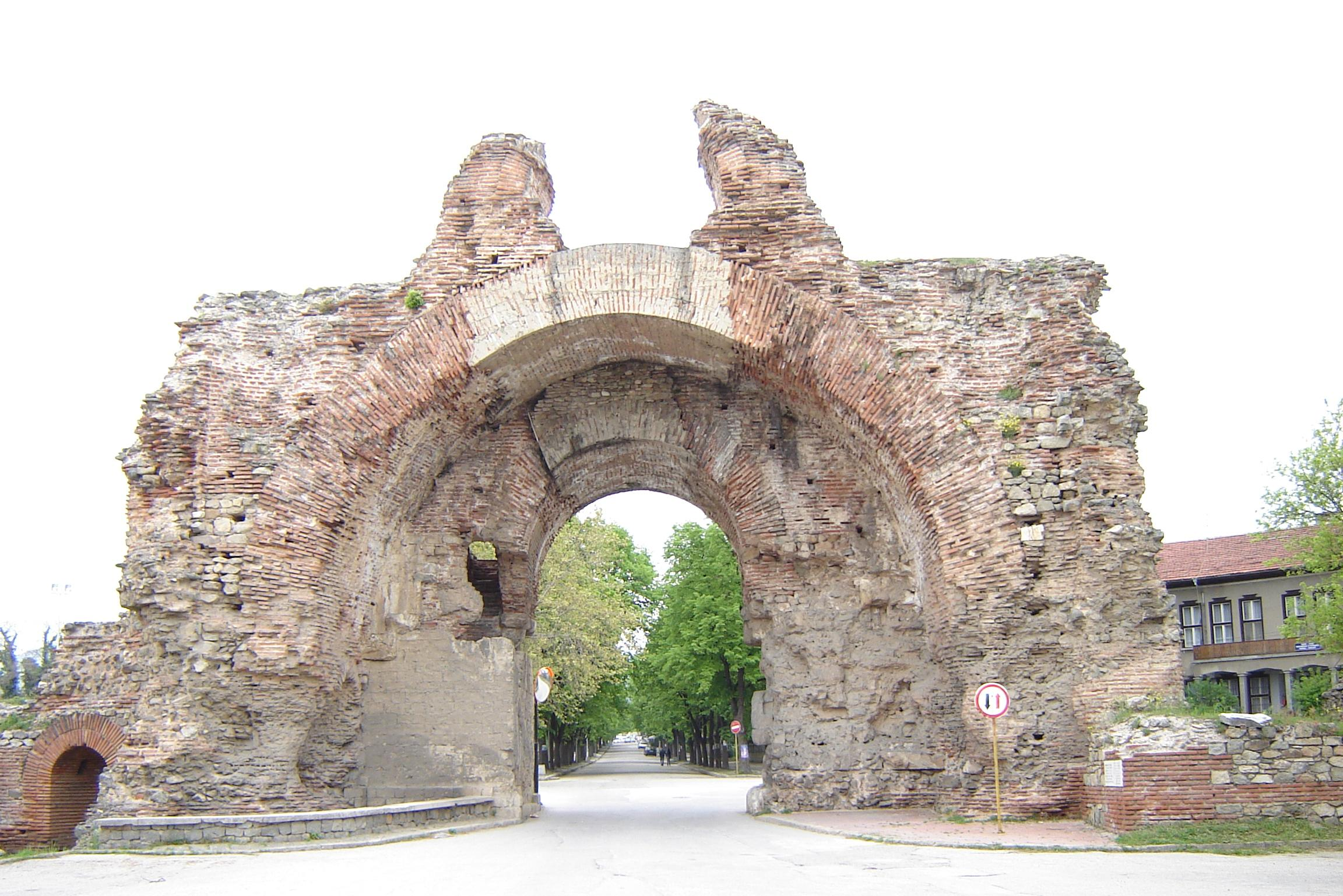
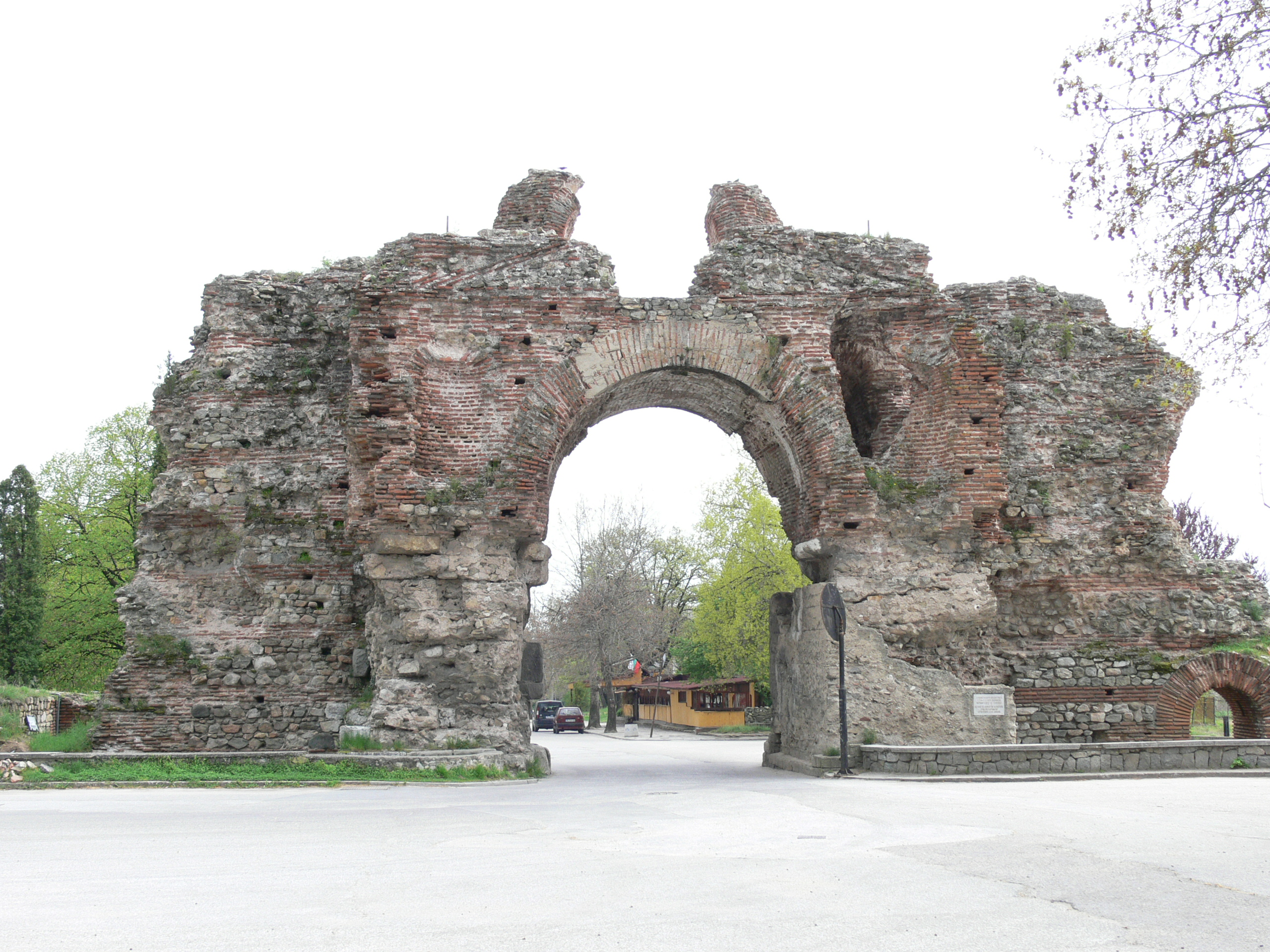
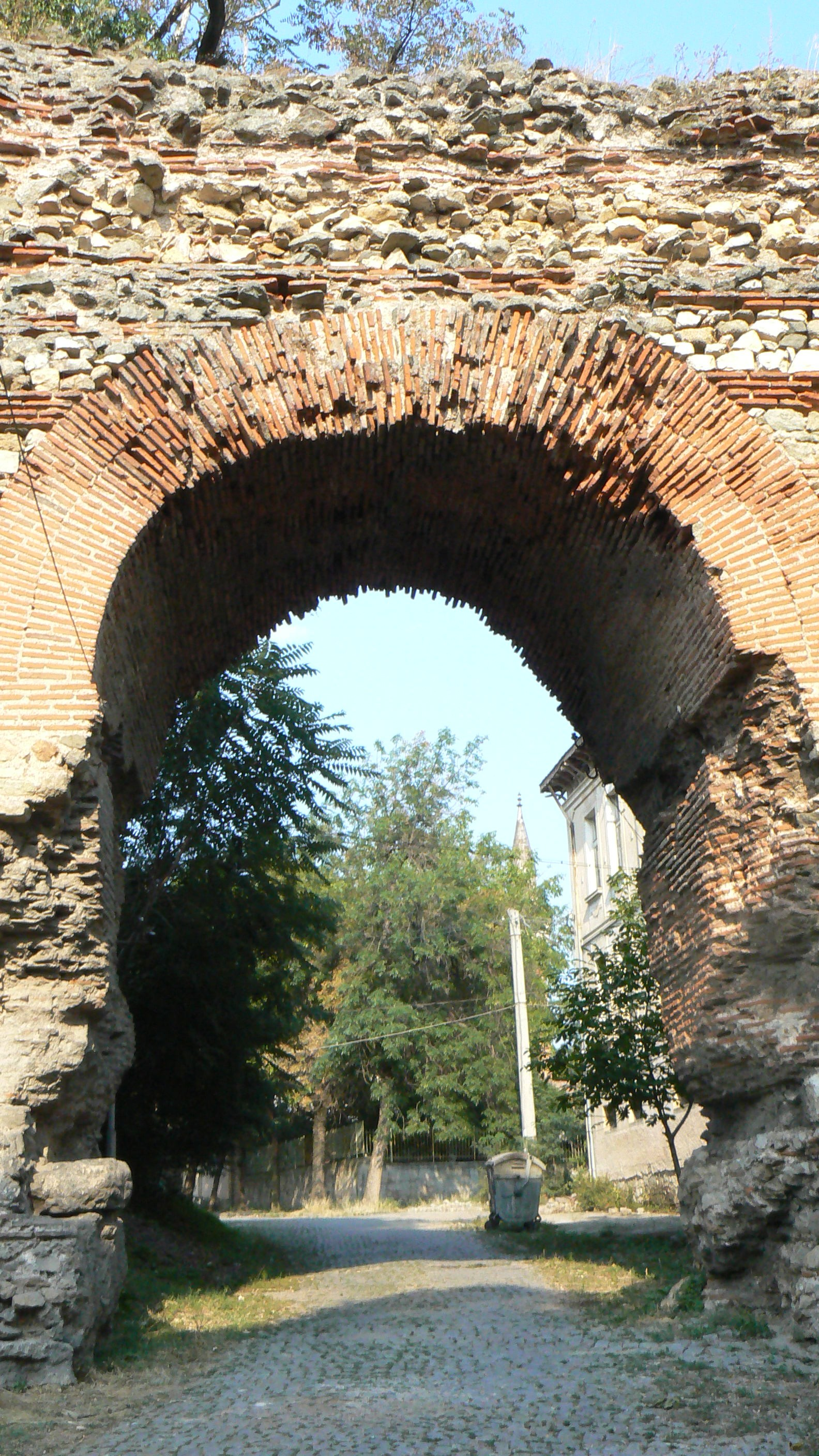
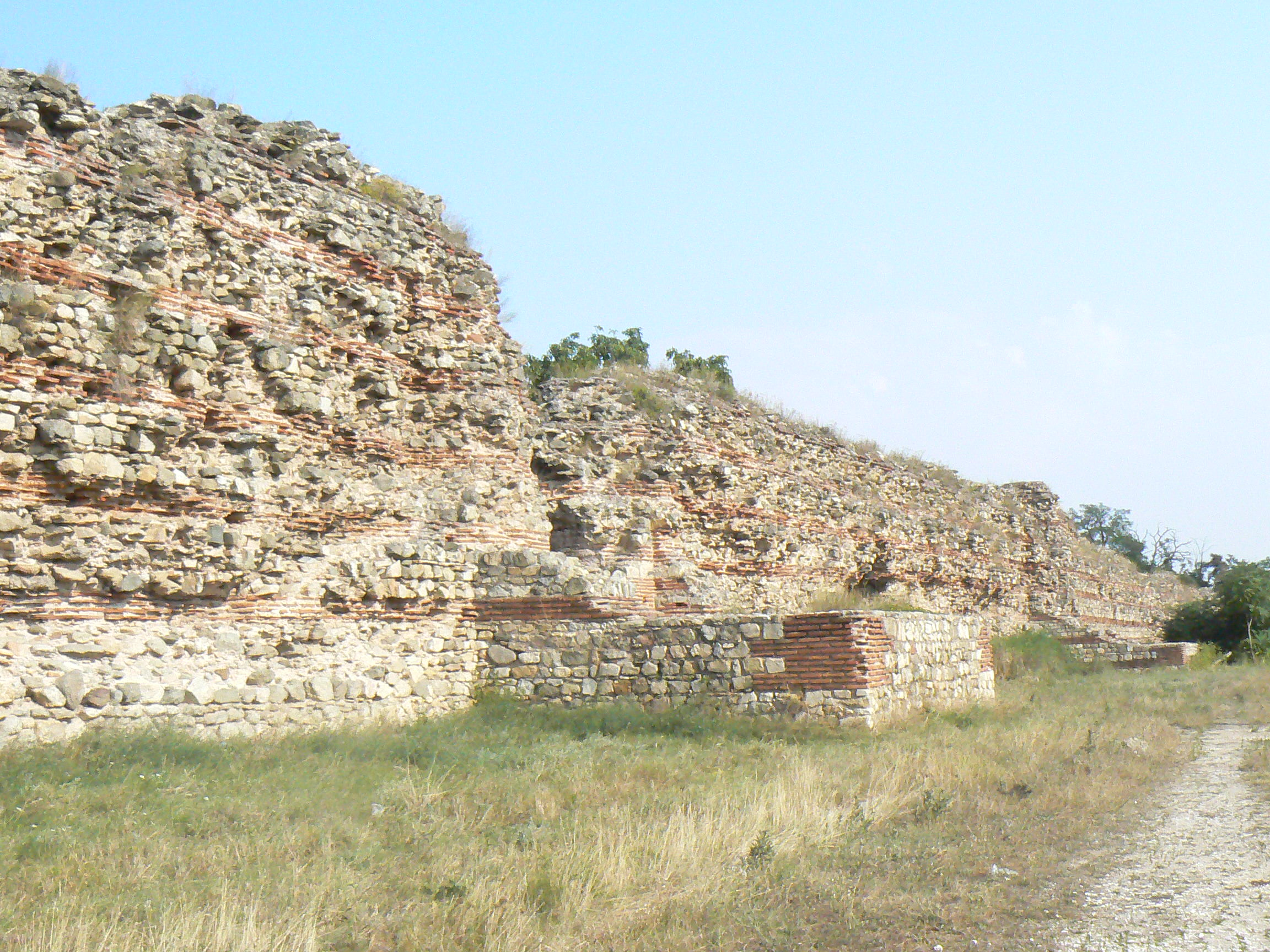
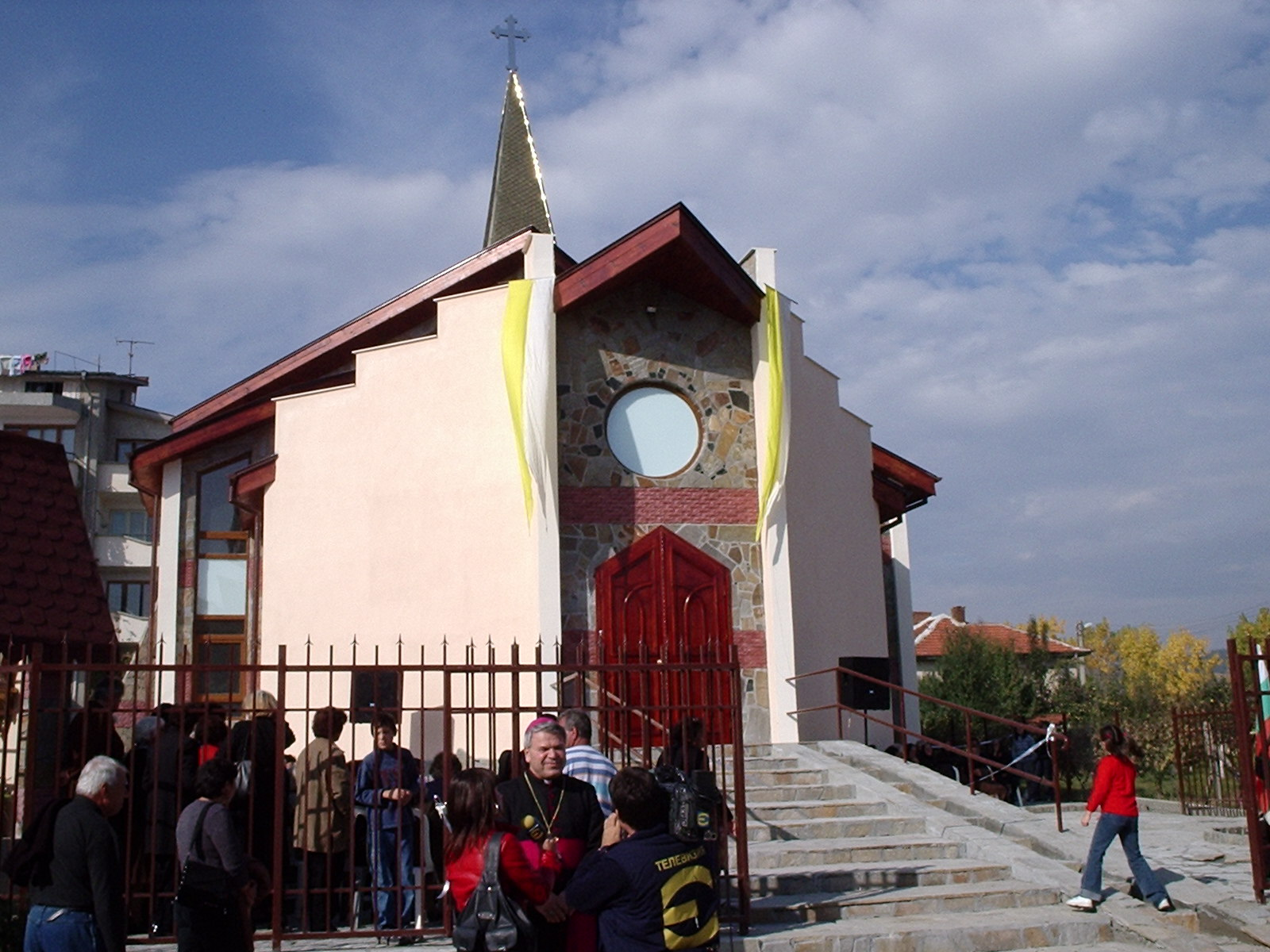